# لئوپلد کیلهلتس
لئوپلد کیلهلتس (انگلیسی: Leopold Kielholz؛ ۹ ژوئن ۱۹۱۱ – ۴ ژوئن ۱۹۸۰) یک بازیکن فوتبال اهل سوئیس بود.
وی همچنین در تیم ملی فوتبال سوئیس بازی کرده است.